# ジョージ・フィッツロイ (1715-1747)
ユーストン伯爵ジョージ・フィッツロイ（英語: George FitzRoy, Earl of Euston、1715年8月24日 – 1747年7月7日 バース）は、グレートブリテン王国の政治家。庶民院議員を務めた（在任：1737年 – 1747年）。「ユーストン伯爵」は儀礼称号である。

## 生涯
第2代グラフトン公爵チャールズ・フィッツロイとヘンリエッタ・サマセット（Henrietta Somerset、1690年8月27日 – 1726年8月9日、ウスター侯爵チャールズ・サマセットの娘）の次男（長男チャールズ（1714年4月13日 – 1715年）は夭折）として、1715年8月24日に生まれた。
1727年、国王ジョージ2世の戴冠式に出席した。
1728年よりイートン・カレッジで教育を受けた。
1737年2月、コヴェントリー選挙区の補欠選挙に出馬して落選したが、同年3月に補欠選挙の無効が宣告され、4月に再度の補欠選挙が行われると無投票当選を果たした。1740年に与党側で投票した記録があったが、それ以降は投票の記録がなかった。
1741年9月23日、ドロシー・ボイル（Dorothy Boyle、1724年5月14日 – 1742年5月2日、第3代バーリントン伯爵リチャード・ボイルの娘）と結婚したが、ドロシーは結婚から1年足らずで死去した。
素行不良で父との関係が極めて悪く、1743年8月には父から勘当された。
1747年イギリス総選挙ではコヴェントリー選挙区で再選を目指したが、その前の1747年7月7日にバースで死去した。